# Башельє Жан-Жак
Жан-Жак Башельє (фр. Jean-Jacques Bachelier; 6 травня, 1724, Париж - 13 квітня 1806, Париж) - французький художник-декоратор пізнього рококо і неокласицизму, «живописець квітів і фруктів». 

## Біографія
Про ранні роки навчання митця нічого не відомо. У 1752 році за рекомендацією академіка живопису Жана-Батіста Удрі він був прийнятий до Королівської академії живопису і скульптури до секції «живописців-натюрмортів», представивши натюрморт із квітами. Навчався живопису у Жана-Батіста-Марі П'єра.
Разом із Жаном-Батистом Удрі, послідовником якого він був, Жан-Жак Башельє став улюбленим художником-флористом та анімалістом при дворі французького короля Людовика XV та маркізи де Помпадур. Він писав невеликі картини із зображеннями квітів, натюрмортів, кішок, собак та птахів — жанр, який на той час не вважали серйозним та вартим уваги академічного художника. Тим не менш, у 1749 році він отримав королівську пенсію. У 1763 році Башельє отримав звання художника, але для цього йому потрібно було замінити конкурсну картину «гідним сюжетом». Він написав «Милосердя римлянки» (La Charité romaine) і в званні художника історичного жанру був призначений професором Академії.  
У 1750 році Башельє став директором скульптурних майстерень Венсена (з 1756: Севрська порцелянова мануфактура), з 1751 керував мальовничою майстернею, а в 1756-1793 роках був директором Севрської порцелянової мануфактури. Він увів у розпис порцеляни композиції з квітів і фруктів, замість глазурованої порцеляни стали використовувати бісквіт для дрібної пластики: порцелянових фігурок, які завдяки матовій поверхні асоціювалися з античними мармурами, що відповідало естетиці неокласицизму. Малюнки для фігурок Башельє робив сам, а також замовляв їх Франсуа Буше та Жану-Батісту Удрі. Він увів неокласичний розпис по порцеляні, відмовившись від декору шинуазрі.  
У 1755 році у рік смерті Ж.-Б. Удрі, Башельє обійняв його офіційну посаду художника-декоратора відомства Королівських будівель (Bâtiments du roi).  
На свої кошти Жан-Жак Башельє в старому Бургундському коледжі в Парижі у 1765 році створив безкоштовну школу малювання (Collège d'Autun), яку відвідували в основному жінки і яку Людовік XV у 1767 визнав «королівською» (école royale). Кілька разів змінюючи свою назву, 1877 року вона стала Національною школою декоративних мистецтв (l'École nationale des arts décoratifs). Ця школа все ще існувала в XIX столітті, і її ім'я досі написано на будівлі, яку вона тоді займала і тепер є одним з корпусів Університету Париж-Декарт. 7 липня 1770 року Башельє був призначений професором Школи образотворчих мистецтв, замінивши Жана-Батиста Пігаля.  
Жан-Жак Башельє помер 13 квітня 1806 року в Парижі.

## Винахідництво та художня творчість
Башельє все життя захоплювався вирішенням різноманітних, зокрема технічних, проблем. У 1755 році він наново розкрив секрет енкавстики — техніки живопису восковими фарбами. При створенні багатьох мальовничих творів Башельє використовував власну техніку холодного воску (картина Воскресіння Ісуса Христа для церкви Сен-Сюльпіс в Парижі). Завдяки його дослідженням, з кінця 1750-х років у Франції поширилася мода на енкавстику. У 1790 році винайшов нові свинцеві білила, масляну пастель, а у 1793 році — інструмент для гравірування дзеркал.  
Разом з Олександром-Франсуа Депортом, який вважається основоположником анімалістичного живопису, що мав великі традиції у Франції, і Жаном-Батістом Удрі він прикрасив замок Шуазі (1757), який був значною мірою зруйнований у роки правління Директорії. У 1762 році Башельє написав шість картин для Міністерства закордонних справ у Версалі, які, як вважалося, були загублені у 1872 році, але були знайдені у 1984 році в музеї міста Вільфранш-сюр-Сон. Жан-Жак Башельє - автор трактату «Історія та секрет живопису воском» (Histoire et secret de la peinture à la cire, Paris, 1755). Він також відомий полемікою з графом Келюсом щодо живопису восковими фарбами у стародавніх. 

## Галерея

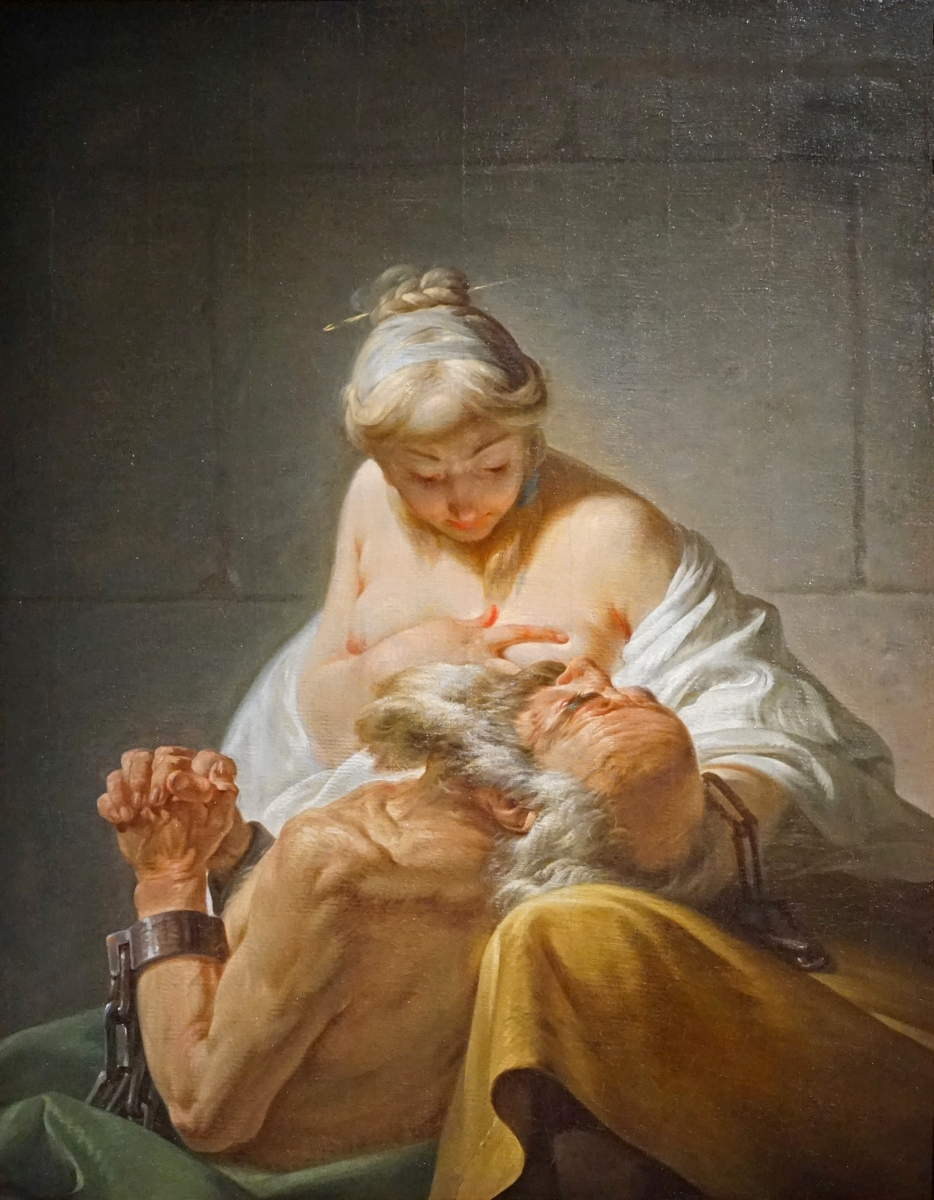
Милосердя римлянки. 1763—1764. Полотно, олія. Школа образотворчих мистецтв, Париж
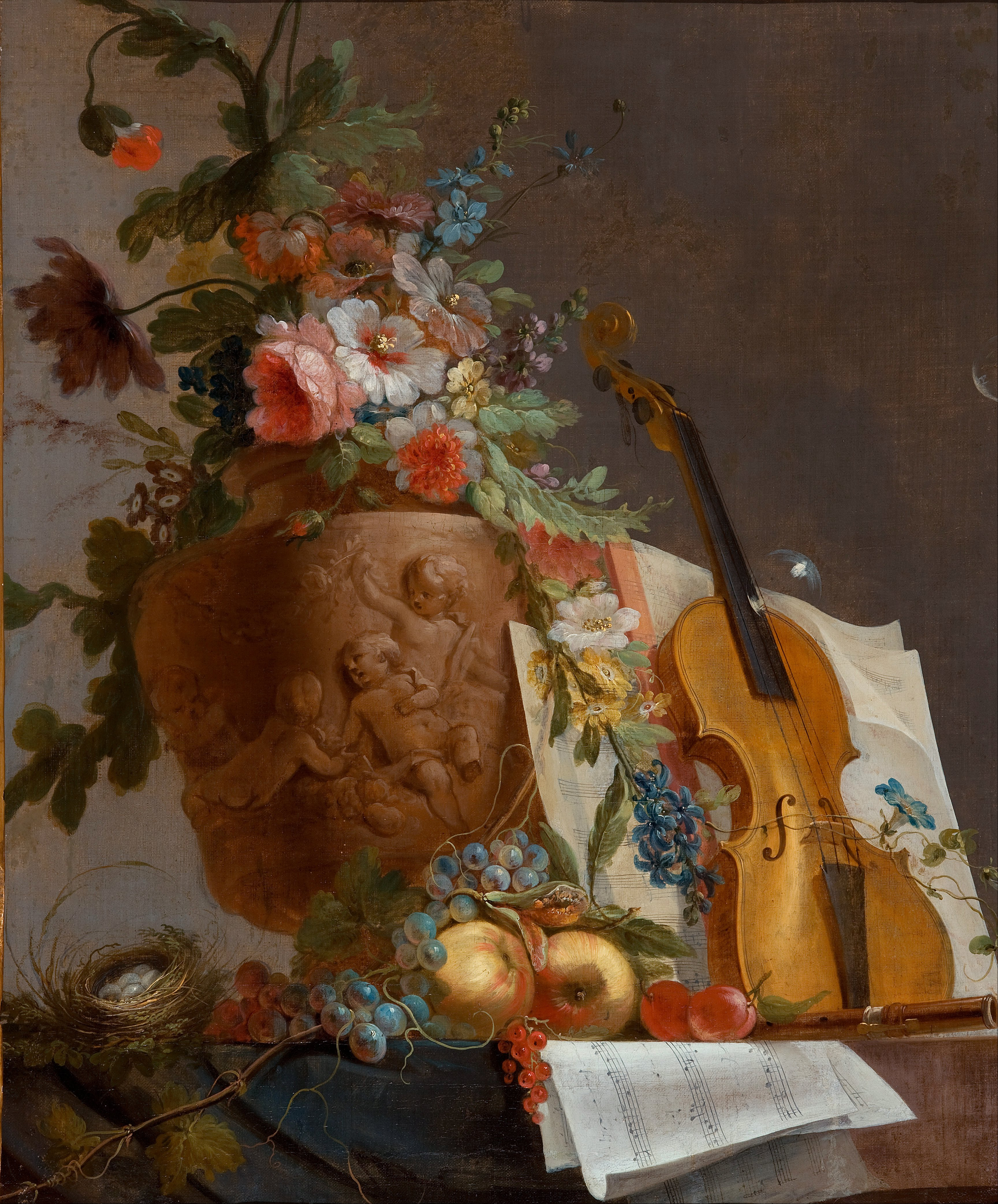
Натюрморт з квітами та скрипкою. Біля 1750 р. Полотно, олія. Художня галерея Південної Австралії
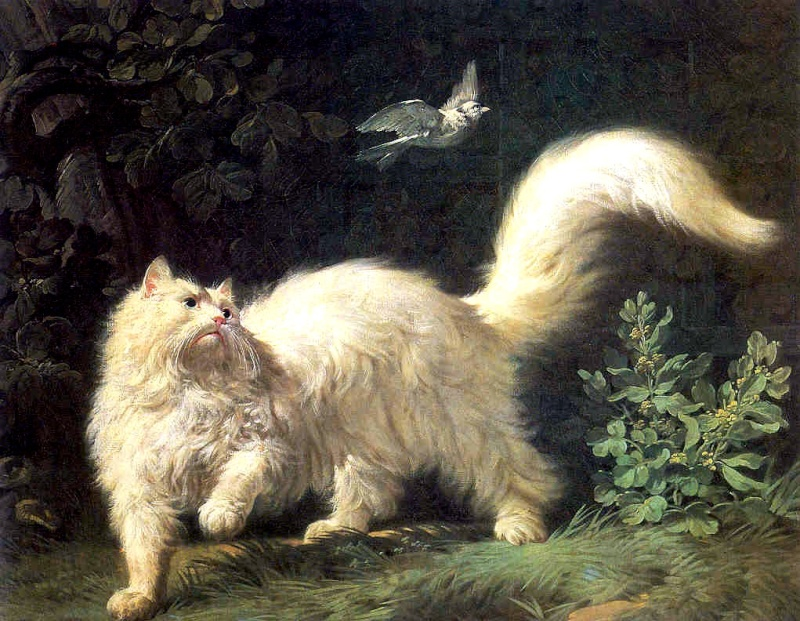
Ангорська кішка. 1761. Полотно, олія. Приватна колекція
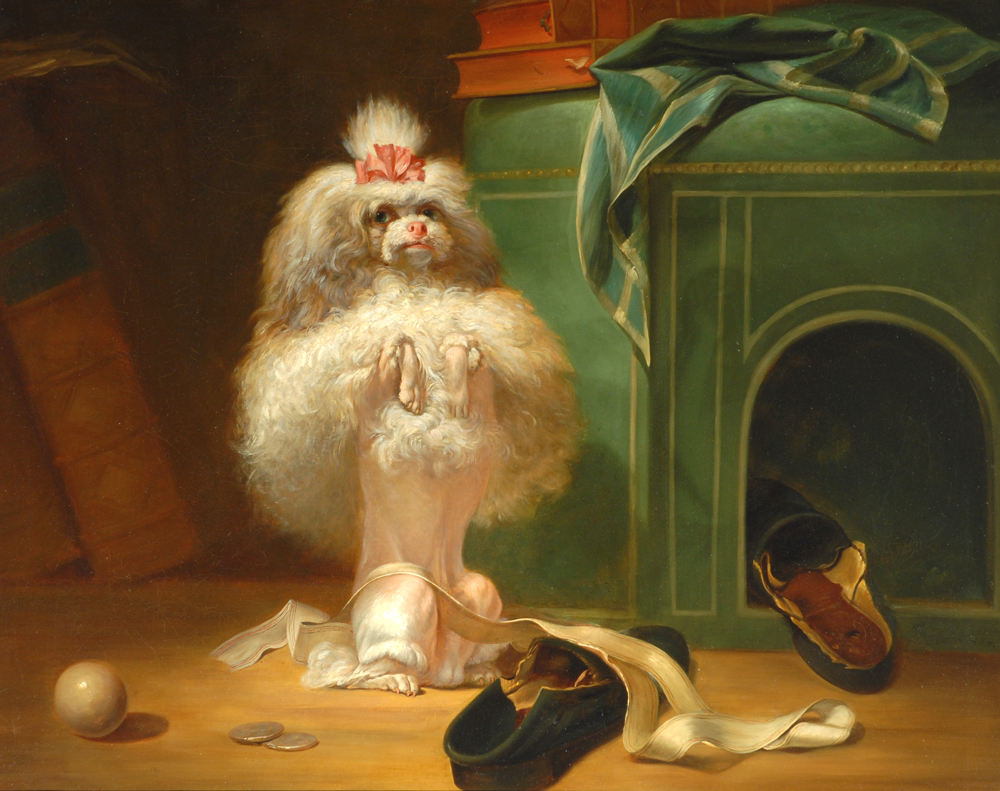
Собака гаванської породи. 1768. Полотно, олія. Музей Боуз, Дарем, Англія
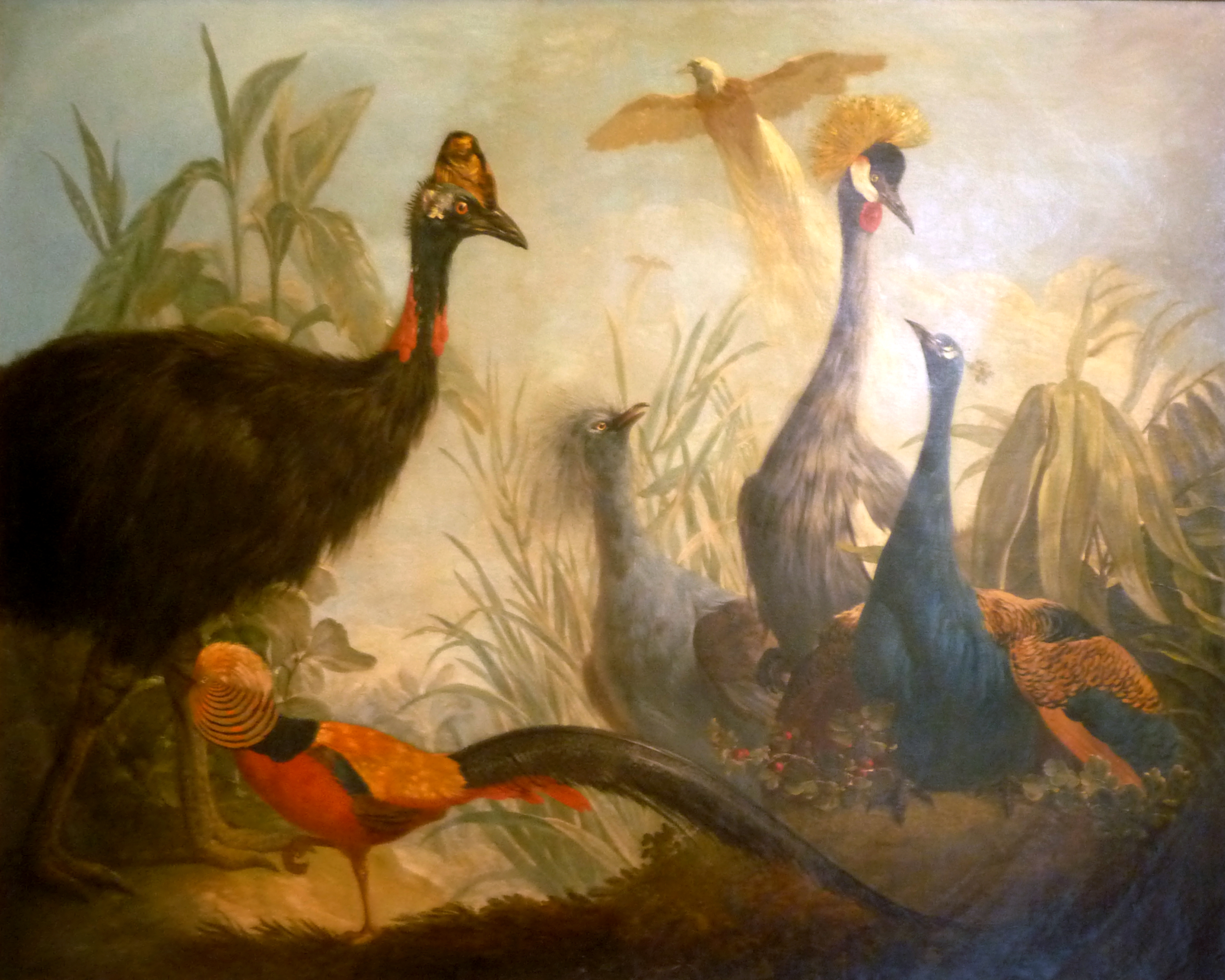
Чотири частини світу. 1760. Полотно, олія. Національний музей природознавства, Париж
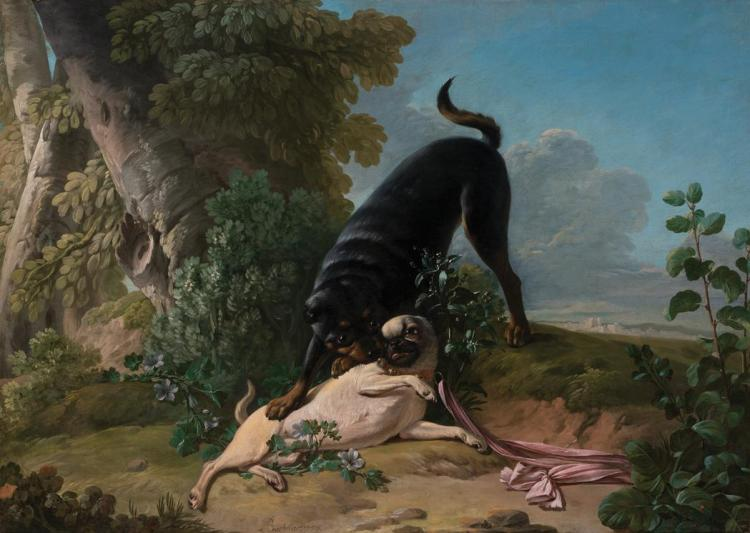
Дві собаки мадам де Помпадур. 1756. Полотно, олія. Приватна колекція
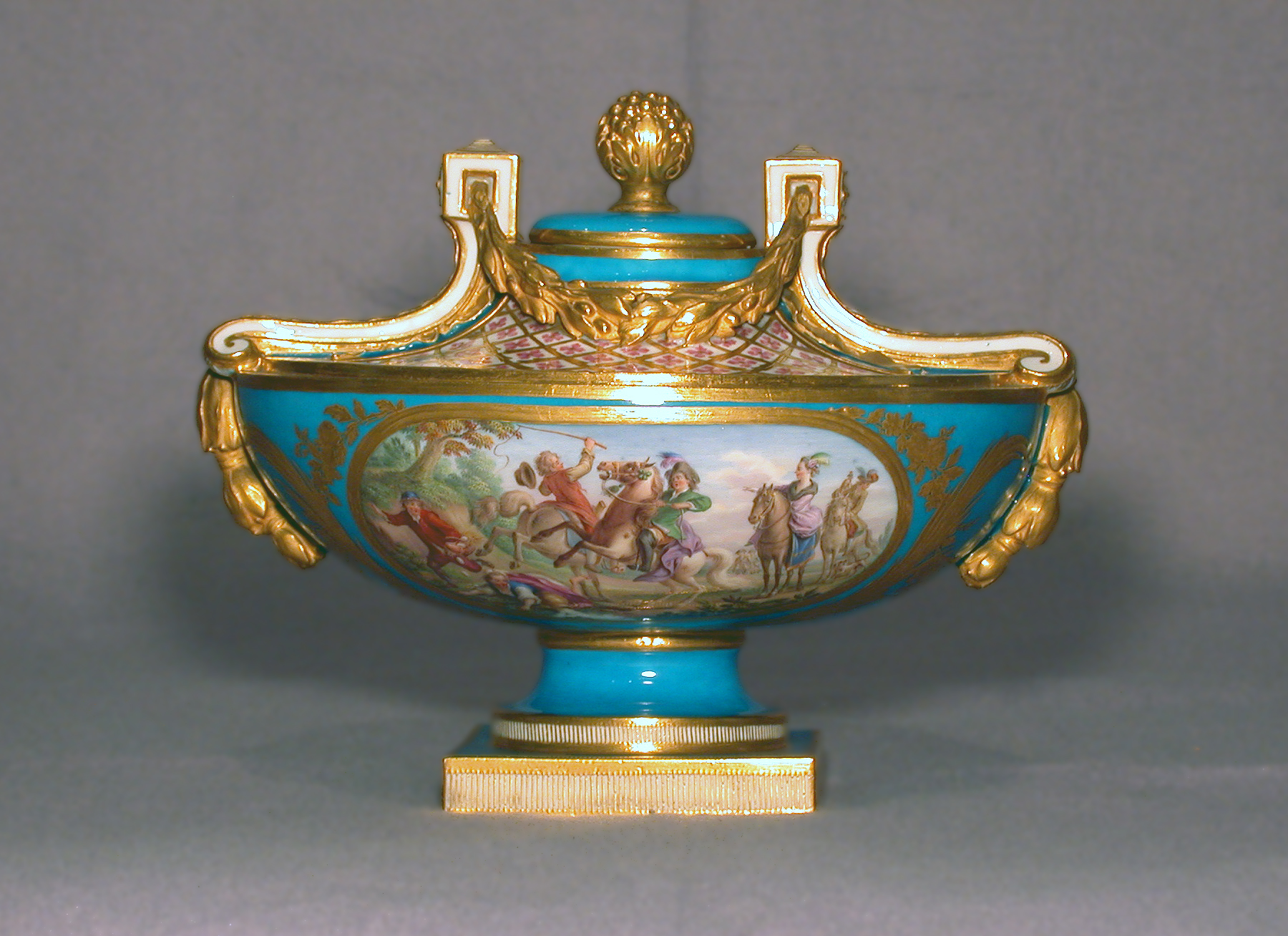
Ваза-курильниця. Севрська порцелянова мануфактура. 1779. М'яка порцеляна